# 飾磨車站
飾磨車站（日语：／ Shikama eki */?）是位於日本兵庫縣姬路市飾磨區，由山陽電氣鐵道所經營的鐵路車站。本站是山陽電鐵本線與支線網干線的分歧站，也是主要的轉車點，因此行經本站的山陽電鐵各級列車皆會在此停靠。
由於本站在1923年（大正12年）啟用時，國鐵播但線（飾磨港線）上尚有一個稱為「飾磨」的車站，因此將本站取名為電鐵飾磨（隸屬於山陽電鐵前身之一的神戶姬路電氣鐵道）。但1986年時被稱為飾磨港線的播但線部分路段廢線，位於廢線路段中途的飾磨車站也一併廢站，因此本站得以承襲其站名，而改為今日的「飾磨」。國鐵時代的飾磨車站約在今日飾磨車站西邊約700公尺處，由於相距過遠，兩站之間並不具有實際的轉乘機能。

## 車站結構
本站為櫛形月台2面3線的地面車站。

### 月台配置
| 月台 | 路線         | 方向                         |
| ---- | ------------ | ---------------------------- |
| 1    | 本線（下行） | 往姬路                       |
| 2    | 網干線       | 往網干                       |
| 3    | 本線（上行） | 明石、神戶三宮、大阪梅田方向 |

## 相鄰車站
山陽電氣鐵道
 本線
■特急、■■直通特急（直通特急為下記以外）
大鹽（SY 35）－飾磨（SY 40）－山陽姬路（SY 43）
■■直通特急（繁忙時段）
白濱之宮（SY 38）－飾磨（SY 40）－山陽姬路（SY 43）
■S特急、■普通
妻鹿（SY 39）－飾磨（SY 40）－龜山（SY 41）
 網干線（所有列車各站停車）
飾磨（SY 40）－西飾磨（SY 51）

## 外部連結
- 飾磨（路線圖、車站資訊） - 山陽電氣鐵道